# سیارک ۹۴۸۶
سیارک ۹۴۸۶ (به انگلیسی: 9486 Utemorrah، نامگذاری:6130P-L) نه هزار و چهارصد و هشتاد و ششمین سیارک کشف شده‌است که در ۲۴ سپتامبر ۱۹۶۰ کشف شد.
قدر مطلق سیارک برابر ۱۴٫۴۰ است.